# Призёры чемпионатов мира по биатлону (юноши)

## Индивидуальная гонка 12,5 км
| Год  | Золото           | Серебро                  | Бронза                   |
| ---- | ---------------- | ------------------------ | ------------------------ |
| 2002 | Кристоф Кни      | Олег Бережной            | Тобиас Штром             |
| 2003 | Симон Фуркад     | Роберт Вик               | Эмиль Хегле Свеннсен     |
| 2004 | Павел Борисов    | Петер Докл               | Клемен Бауэр             |
| 2005 | Виктор Васильев  | Марио Дрешер             | Андерс Братли            |
| 2006 | Тарьей Бё        | Лукаш Щурек              | Доминик Ландертингер     |
| 2007 | Лукаш Щурек      | Павел Магазеев           | Жан Гийом Беатрикс       |
| 2008 | Людвиг Эрхарт    | Мануэль Мюллер           | Матье Сушаль             |
| 2009 | Людвиг Эрхарт    | Антти Раатикайнен        | Алексей Абромчук         |
| 2010 | Мартин Майер     | Александр Печёнкин       | Ветле Шостад Кристиансен |
| 2011 | Павел Гончаров   | Штеффен Бартшер          | Ветле Шостад Кристиансен |
| 2012 | Аристид Бег      | Максим Романовский       | Артем Тищенко            |
| 2013 | Аристид Бег      | Шон Доэрти               | Антон Мигда              |
| 2014 | Ярослав Костюков | Шон Доэрти               | Эмильен Жаклен           |
| 2015 | Кирилл Стрельцов | Андерс Эмиль Шиллеруп    | Игорь Шетько             |
| 2016 | Харальд Эйгар    | Александр Фьелд Андерсен | Михаэль Дюран            |
| 2017 | Лео Грандбуа     | Карим Халили             | Данило Ритмюллер         |
| 2018 | Михаил Первушин  | Филип Фьелд Андерсен     | Мартен Буржуа-Републик   |
| 2019 | Никлас Хартвег   | Трюм Герхардсен          | Якуб Коциан              |
| 2020 | Мартин Невланн   | Дамьен Леве              | Эрик Перро               |
| 2021 | Денис Иродов     | Эдгар Жени               | Леон Кинесбергер         |
| 2022 | Артту Хейккинен  | Якуб Боргула             | Альберт Энгельман        |

## Спринт 7,5 км
| Год  | Золото               | Серебро                  | Бронза                   |
| ---- | -------------------- | ------------------------ | ------------------------ |
| 2002 | Марсель Лоренц       | Симон Фуркад             | Ондрей Моравец           |
| 2003 | Андрей Дубасов       | Кирил Василев            | Кристоф Кни              |
| 2004 | Жан-Филипп Легеллек  | Клемен Бауэр             | Стиан Навик              |
| 2005 | Андерс Братили       | Клемен Бауэр             | Александр Колос          |
| 2006 | Арильд Аскестад      | Флориан Граф             | Александр Огарков        |
| 2007 | Талгат Голяшов       | Доминик Ландертингер     | Флориан Граф             |
| 2008 | Владимир Аленишко    | Реми Боржо               | Людвиг Эрхарт            |
| 2009 | Куртис Вензель       | Эрленн Бьёнтегор         | Марио Дольдер            |
| 2010 | Йоханнес Кюн         | Александр Печёнкин       | Ветле Шостад Кристиансен |
| 2011 | Максим Цветков       | Ветле Шостад Кристиансен | Александр Логинов        |
| 2012 | Йоханнес Тиннес Бё   | Максим Романовский       | Артем Тищенко            |
| 2013 | Фабьен Клод          | Шон Доэрти               | Рене Захна               |
| 2014 | Шон Доэрти           | Марко Гросс              | Дмитрий Шамаев           |
| 2015 | Йонас Углем Мобаккен | Феликс Ляйтнер           | Маттис Хауг              |
| 2016 | Игорь Малиновский    | Эндре Стрёмсхейм         | Вячеслав Малеев          |
| 2017 | Эмильен Клод         | Сергей Телень            | Сиверт Гутторм Баккен    |
| 2018 | Михаил Первушин      | Томмазо Джакомель        | Витезслав Горниг         |
| 2019 | Алекс Цисар          | Ловро Планко             | Отто Инвениус            |
| 2020 | Алексей Ковалёв      | Ондржей Манек            | Максим Жермен            |
| 2021 | Денис Иродов         | Фабио Пиллер Коттрер     | Ян Гунька                |
| 2022 | Якоб Кулбин          | Якуб Боргула             | Альберт Энгельман        |

## Гонка преследования 10 км
| Год  | Золото               | Серебро                  | Бронза               |
| ---- | -------------------- | ------------------------ | -------------------- |
| 2002 | Андрей Дубасов       | Тобиас Штром             | Ондрей Моравец       |
| 2003 | Кристоф Кни          | Олег Бережной            | Эмиль Хегле Свеннсен |
| 2004 | Эмиль Хегле Свеннсен | Жан-Филипп Легеллек      | Стиан Навик          |
| 2005 | Андерс Братили       | Мартин Энг               | Арильд Аскестад      |
| 2006 | Арильд Аскестад      | Тарьей Бё                | Александр Огарков    |
| 2007 | Флориан Граф         | Тарьей Бё                | Талгат Голяшов       |
| 2008 | Людвиг Эрхарт        | Мануэль Мюллер           | Лейф Нордгрен        |
| 2009 | Эрленн Бьёнтегор     | Людвиг Эрхарт            | Куртис Вензель       |
| 2010 | Александр Печёнкин   | Йоханнес Кюн             | Иван Пичужкин        |
| 2011 | Максим Цветков       | Ветле Шостад Кристиансен | Александр Логинов    |
| 2012 | Йоханнес Тиннес Бё   | Маттиас Дорфер           | Максим Романовский   |
| 2013 | Шон Доэрти           | Рене Захна               | Фредрик Рервик       |
| 2014 | Шон Доэрти           | Марко Гросс              | Дмитрий Шамаев       |
| 2015 | Феликс Ляйтнер       | Кирилл Стрельцов         | Маттис Хауг          |
| 2016 | Вячеслав Малеев      | Игорь Малиновский        | Харальд Эйгар        |
| 2017 | Эмильен Клод         | Седрик Кристилле         | Данило Ритмюллер     |
| 2018 | Андрей Вьюхин        | Михаил Первушин          | Алексей Огорелков    |
| 2019 | Алекс Цисар          | Реми Брутье              | Ветле Паульсен       |
| 2020 | Мартин Невланн       | Ондржей Манек            | Ловро Планко         |
| 2021 | Денис Иродов         | Марцин Завул             | Оскар Андерссон      |
| 2022 | Якуб Боргула         | Альберт Энгельман        | Артту Хейккинен      |

## Эстафета 3х7,5 км
| Год  | Золото                                                                         | Серебро                                                                 | Бронза                                                                    |
| ---- | ------------------------------------------------------------------------------ | ----------------------------------------------------------------------- | ------------------------------------------------------------------------- |
| 2002 | Германия · Марсель Лоренц · Тобиас Штром · Кристоф Кни                         | Россия · Александр Петров · Владислав Моисеев · Андрей Дубасов          | Польша · Рафаль Скочовский · Станислав Карпель · Павел Ласек              |
| 2003 | Россия · Владислав Моисеев · Иван Панченко · Андрей Дубасов                    | Германия · Роберт Вик · Йенс Зиммер · Кристоф Кни                       | Украина · Андрей Атрошенко · Олег Бережной · Игорь Ященко                 |
| 2004 | Норвегия · Ронни Хафсос · Стиан Навик · Эмиль Хегле Свеннсен                   | Канада · Жан-Филипп Легеллек · Марк-Андре Бедар · Франсуа Лебёф         | Словения · Петер Докл · Андраз Семров · Клемен Бауэр                      |
| 2005 | Норвегия · Арильд Аскестад · Мартин Энг · Андерс Братили                       | Канада · Марк-Андре Бедар · Максим Лебёф · Брендан Грин                 | Украина · Виталий Кожушко · Виталий Кильчицкий · Александр Колос          |
| 2006 | Россия · Антон Шипулин · Александр Старых · Александр Огарков                  | Австрия · Свен Гроссеггер · Даниэль Сальвенмозер · Доминик Ландертингер | Беларусь · Юрий Лядов · Игорь Табола · Евгений Абраменко                  |
| 2007 | Австрия · Даниэль Сальвенмозер · Бенжамин Редльшпергер · Доминик Ландертингер  | Норвегия · Эспен Орваг · Магнус Лабе-Лунн · Тарьей Бё                   | Франция · Жан Гийом Беатрикс · Ян Гигонна · Мартен Фуркад                 |
| 2008 | Германия · Бенжамин Тим · Бенедикт Долль · Феликс Шустер                       | Норвегия · Сондре Эйде · Эрленн Бьёнтегор · Вегар Бергли                | Италия · Пьетро Дутто · Лукас Хофер · Доминик Виндиш                      |
| 2009 | Франция · Флоран Клод · Клемен Жаклен · Людвиг Эрхарт                          | Канада · Куртис Вензель · Аарон Гилльмор · Скотт Гоу                    | Россия · Иван Пичужкин · Николай Якушев · Владимир Бурдинский             |
| 2010 | Россия · Александр Логинов · Иван Пичужкин · Александр Печёнкин                | Франция · Антона Гигонна · Флоран Клод · Симон Дестье                   | Норвегия · Кристиан Рууд Несхейм · Эрлин Олвик · Ветле Шостад Кристиансен |
| 2011 | Россия · Александр Логинов · Александр Чернышов · Максим Цветков               | Италия · Бенджамин Плайкнер · Тьерри Шеналь · Майкол Демец              | Австрия · Александер Якоб · Томас Хаумер · Фабиан Херль                   |
| 2012 | Франция · Клеман Дюмон · Флориан Риво · Аристид Бегу                           | Швеция · Пер Никлас Форсберг · Виктор Ульссон · Роберт Шёстрём          | Германия · Никлас Хомберг · Максимилиан Янке · Маттиас Дорфер             |
| 2013 | Норвегия · Аслак Ненсетер · Фредрик Роервик · Вермунд Гуригард                 | Германия · Максимилиан Янке · Филипп Хорн · Никлас Хомберг              | Франция · Аристид Бегу · Эмильен Персонна · Фабьен Клод                   |
| 2014 | Россия · Ярослав Костюков · Дмитрий Шамаев · Виктор Плицев                     | Канада · Алекс Дюпуи · Эйден Миллар · Юлес Бурнотте                     | Финляндия · Олли Яккола · Теему Хухтала · Микко Луккаанхухта              |
| 2015 | Россия · Игорь Шетько · Никита Поршнев · Кирилл Стрельцов                      | Украина · Виталий Труш · Назарий Цебринский · Дмитрий Ивасенко          | Норвегия · Йонас Углем Мобаккен · Андреас Кьеверуд Эгген · Маттис Хауг    |
| 2016 | Норвегия · Эндре Стрёмсхейм · Александр Фьелд Андерсен · Харальд Эйгар         | Россия · Егор Тутмин · Вячеслав Малеев · Игорь Малиновский              | Италия · Михаэль Дюран · Петер Тумлер · Даниэле Каппеллари                |
| 2017 | Норвегия · Йорген Бренденген Крогсетер · Вебьёрн Сёрум · Сиверт Гутторм Баккен | Россия · Александр Мяконький · Илья Новопашин · Карим Халили            | Беларусь · Кирилл Тюрин · Илья Авсеенко · Дмитрий Лазовский               |
| 2018 | Россия · Денис Таштимеров · Андрей Вьюхин · Михаил Первушин                    | Чехия Витезслав Горниг Томаш Микиска Микулаш Карлик                     | Норвегия · Эйрик Герхардсен · Мартин Альфхейм · Филип Фьелд Андерсен      |
| 2019 | Германия · Хендрик Рудольф · Дариус Лодль · Ханс Кёлльнер                      | Словения · Антон Видмар · Ловро Планко · Алекс Цисар                    | Италия · Якопо Леонезио · Томмазо Джакомель · Дидье Бьона                 |
| 2020 | Норвегия · Мартин Ульдаль · Мортен Тёрнблад Самейен · Мартин Невланн           | Чехия Ондржей Манек Йосеф Кабрда Йонаш Маречек                          | Россия · Алексей Зубарев · Олег Домичек · Алексей Ковалёв                 |
| 2021 | Польша · Конрад Бадач · Ян Гунька · Марцин Завул                               | Франция · Эдгар Жени · Матьё Гарсия · Валантен Лежён                    | Италия · Стефан Навиллод · Фабио Пиллер Коттрер · Марко Барале            |
| 2022 | Норвегия · Стиан Федрехейм · Андреас Аас · Исак Фрей                           | Германия · Фабиан Каскель · Тим Нехваталь · Альберт Энгельман           | Италия · Марко Барале · Кристоф Пирхер · Николо Бетемпс                   |